# 1705 în literatură
- 1704 în literatură — 1705 în literatură — 1706 în literatură

Anul 1705 în literatură a implicat o serie de evenimente și cărți noi semnificative.